# Boitron (Sekwana i Marna)
Boitron – miejscowość i gmina we Francji, w regionie Île-de-France, w departamencie Sekwana i Marna.
Według danych na rok 1990 gminę zamieszkiwały 264 osoby, a gęstość zaludnienia wynosiła 51 osób/km² (wśród 1287 gmin regionu Île-de-France Boitron plasuje się na 950. miejscu pod względem liczby ludności, natomiast pod względem powierzchni na miejscu 664.).